# Prince Napoléon (rose)
'Prince Napoléon' est un cultivar de rosier Bourbon obtenu en 1864 par le fameux rosiériste lyonnais Jean Pernet. Il doit son nom au prince Napoléon-Jérôme Bonaparte, cousin germain de Napoléon III.

## Description
Ce rosier aux fleurs parfumées d'un rose intense, virant au mauve en fin de floraison, fleurit en bouquets généreux tout au long de la saison. Elles sont moyennes et pleines (40 pétales), en forme de coupe.
Ce buisson vigoureux s'élève de 150 à 185 cm,. 'Prince Napoléon' résiste à des températures de -20 degrés. Il laisse la place à la fin de l'automne à des fruits piriformes d'un rouge orangé.
Cette variété remarquable et rare retrouve sa place dans les catalogues.